# Педра-Бранка (Параиба)
Педра-Бранка (порт. Pedra Branca) — муниципалитет в Бразилии, входит в штат Параиба. Составная часть мезорегиона Сертан штата Параиба. Входит в экономико-статистический микрорегион Итапоранга. Население составляет 3785 человек на 2006 год. Занимает площадь 193,733 км². Плотность населения — 19,5 чел./км².

## Статистика
- Валовой внутренний продукт на 2003 год составляет 8 810 615,00 реалов (данные: Бразильский институт географии и статистики).
- Валовой внутренний продукт на душу населения на 2003 год составляет 2354,52 реалов (данные: Бразильский институт географии и статистики).
- Индекс развития человеческого потенциала на 2000 год составляет 0,615 (данные: Программа развития ООН).